# Тощица
То́щица (бел. Тошчыца) — деревня в составе Новобыховского сельсовета Быховского района Могилёвской области Белоруссии. До 2013 года в составе Нижнетощицкого сельсовета.

## Население
- 1982 год — 200 жителей
- 2009 год — 95 жителей
- 2019 год — 77 жителей